# (20140) Costitx
(20140) Costitx és un asteroide descobert el 23 d'agost de 1996 per Manuel Blasco a l'Observatori Astronòmic de Mallorca. La seva designació provisional fou 1996 QT1. Va rebre el nom de la vila mallorquina de Costitx, on estan situades les instal·lacions de l'Observatori.